# El milagro de Heliane
El milagro de Heliane (título original en alemán, Das Wunder der Heliane, Op.20) es una ópera en tres actos de Erich Wolfgang Korngold con un libreto de Hans Müller-Einigen, basado en Hans Kaltneker. Fue representada por vez primera en la Ópera del Estado de Hamburgo el 7 de octubre de 1927. La editorial de música Schott publicó una suite para violín y piano basada en música del aria "Ich ging zu ihm".

## Historia
Después de muchos estrenos exitosos en Alemania, Korngold compuso una nueva ópera, El milagro de Heliane que empezó en 1924. Antes de estrenarse en 1927 Korngold señaló que esta sería su obra maestra. Pero en el estreno en Hamburgo ni la audiencia ni la crítica quedaron impresionados, entendiendo que la música de Korngold no tenía sorpresas y no era moderna. Los críticos fueron unánimes en su falta de estima por la obra, desdeñándola simplemente por kitsch.[cita requerida]
La obra está considerada generalmente como un fracaso[cita requerida] de Korngold después del éxito de crítica y público que fue Die tote Stadt ("La ciudad muerta") y otras óperas del compositor. Dentro de la comunidad artística, sin embargo, hay indicios de que se admiró la obra, la soprano Lotte Lehman incluso afirmó que el rol titular era su favorito. Heliane se olvidó durante un tiempo, pero se ha repuesto recientemente con interpretaciones de alta calidad en Londres y la reciente grabación e interpretación en los Proms londinenses de la BBC de la secuencia musical más famosa de la ópera, "Ich ging zu ihm" por la soprano Renée Fleming y el lanzamiento del aria en el álbum de estudio de la cantante.
Esta ópera rara vez se representa en la actualidad; en las estadísticas de Operabase aparece con solo 2 representaciones para el período 2005-2010.

## Personajes
| Personajes               | Tesitura             | Elenco del estreno, 7 de octubre de 1927 (Director: Egon Pollak)                                                        |
| ------------------------ | -------------------- | --- |
| Heliane                  | soprano              | Maria Hussa |
| El gobernante, su esposo | barítono             | Rudolf Bockelmann |
| El extranjero            | tenor                | Carl Günther |
| La mensajera             | contralto            | Sabine Kalter |
| El portero               | bajo                 | Hermann Markowski |
| El juez ciego            | tenor                | Gunnar Graarud |
| El joven                 | tenor                | Jan Berlik |
| Los seis jueces:         | Los seis jueces:     | Paul Schwarz, Hermann Siegel, Julius Gutmann, Peter Kreuder, Herbert Taubert, Arnold Greve                              |
| Los serafines mudos:     | Los serafines mudos: | Olga Schramm-Tschörner, Franziska von Issendorf, Olga Wiese, Frieda Singler, Sophie Bock, Erna Homann, Janna Maria Balß |
| El pueblo                | coro                 | |

## Argumento
El milagro de Heliane se ambienta en un estado totalitario sin nombre en una época incierta.

### Acto I
El cruel Gobernante ejerce su poder sobre la tierra. El Gobernante sufre porque es incapaz de obtener el amor de su mujer Heliane. Puesto que él es infeliz, no tolerará que sus súbditos vivan felices. Un joven Extranjero ha llegado recientemente a su territorio y trae alegría a la gente; como resultado de ello, es arrestado y sentenciado a muerte. Será ejecutado al amanecer. El Gobernante lo visita para conocer la razón de sus acciones. El Extranjero ruega que se apiaden de él, pero el Gobernante está decidido a ejecutarlo. Sin embargo, se muestra conforme en permitir al Extranjero permanecer sin cadenas esta última noche de su vida. Cuando su marido se ha ido, Heliane llega a la celda para reconfortar al Extranjero. Cuando ella habla al Extranjero y se da cuenta de su bondad, sus sentimientos de piedad y tristeza se vuelven amor.
El Extranjero le dice a Heliane cuán bella es y ella le muestra su largo pelo dorado. Ella luego expone sus pies desnudos y, finalmente, se queda completamente desnuda delante de él. El Extranjero le pide a Heliane que se le entregue la última noche de su vida, pero ella lo rechaza y se va a una capilla a rezar por el Extranjero. El Gobernante vuelve a la celda, proponiendo al Extranjero que si puede enseñarle a Heliane a amar al Gobernante, entonces él le entregará su vida y  a Heliane. Heliane regresa, aún desnuda. Ella queda sorprendida al ver a su marido en la celda. Enojado, él ordena la muerte del Extranjero y el enjuiciamiento de Heliane.

### Acto II
El Gobernante y su Mensajera (también su antigua amante a quien ha rechazado) esperan la llegada del Verdugo y los miembros del alto tribunal. Heliane será juzgada cuando los seis jueces y el ciego Presidente del tribunal lleguen. El Gobernante la acusa de adulterio con el Extranjero. Heliane no puede negar que estaba desnuda ante el Extranjero, pero ella insiste en que solo se le entregó de pensamiento. El Gobernante presiona su daga contra el pecho de Heliane diciéndole que ella debería matarse. Entra el Extranjero como testigo, pero él no hablará, deseando que le dejen unos momentos a solas con Heliane. Él la besa y luego coge la daga y se mata con ella, haciendo que sea imposible para el Gobernante probar que Heliane miente.  El Gobernante disuelve el tribunal y le dice a Heliane que ella será enjuiciada por Dios: si ella es inocente, como pretende, debe devolver la vida al Extranjero. Horrorizada, ella está conforme en pasar por la prueba.

### Acto III
Se ha reunido una multitud fuera del palacio del Gobernante. Los jueces junto con el Presidente del tribunal llegan para ser testigos del intento de Heliane de devolverle la vida al extranjero. La Mensajera incita a la multitud en contra de Heliane mientras comienza la prueba. Ella grita, no mentirá, admitiendo que ella amó al joven Extranjero. Cuando el Gobernante ve su llanto quiere salvarla, pero solo a condición de que sea suya. Heliane odia a su marido más que nunca y rechaza su última oferta de dejarla con vida. La multitud la arrastra al patíbulo. De repente todos se quedan paralizados cuando resuena el trueno. Justo entonces las estrellas empiezan a aparecer en el cielo y todo el mundo queda sorprendido de ver el cadáver del joven Extranjero alzarse, transfigurado. Por algún milagro está vivo. Heliane se aleja del sorprendido grupo y corre a los brazos del extranjero a quien ama. En medio de su ira, el Gobernante hunde la espada en el pecho de su mujer. El Extranjero ofrece su bendición al pueblo y destierra al Gobernante cuyo poder ha desaparecido. El Extranjero toma a Heliane en sus brazos. Unidos en su amor, se alzan al cielo.

## Grabaciones
- John Mauceri (director)/Nicolai Gedda, Andreas Scholz, Anna Tomowa-Sintow, Gotthold Schwarz, Hartmut Welker, John de Haan, et al. Orquesta Sinfónica de la Radio de Berlín. 3x CD, DDD, Decca, parte de la serie "Entartete Musik".

El aria "ich ging zu ihm" aparece en la grabación de Renée Fleming Homage